# Öko-Kontrollstelle
Öko-Kontrollstellen sind in Deutschland staatlich zugelassene Zertifizierungsstellen, die die Einhaltung der Kriterien der EG-Öko-Verordnung (Verordnung (EG) 834/2007) in landwirtschaftlichen Betrieben und Unternehmen der Weiterverarbeitung und des Handels überprüfen. Bei bestandener Kontrolle sind die Unternehmen berechtigt, ihre Produkte mit dem deutschen Bio-Siegel und dem Bio-Logo der EU neben der Code-Nummer der Kontrollstelle zu kennzeichnen. Die Öko-Kontrollstellen übernehmen in der Regel auch die Kontrolle von Betrieben nach den Richtlinien der Öko-Verbände (z. B. Bioland, Naturland).

## In Deutschland zugelassene Kontrollstellen
In Deutschland zugelassene Kontrollstellen sind geordnet nach der ihnen zugewiesenen Nummer (Stand September 2021):
- Kiwa BCS Öko-Garantie GmbH (DE-ÖKO-001)
- LACON GmbH (DE-ÖKO-003)
- Ecocert Deutschland GmbH (DE-ÖKO-005)
- ABCERT AG (DE-ÖKO-006)
- Prüfgesellschaft ökologischer Landbau mbH (DE-ÖKO-007)
- LC Landwirtschafts-Consulting GmbH (DE-ÖKO-009)
- AGRECO R.F. GÖDERZ GmbH (DE-ÖKO-012)
- QC & I GmbH (DE-ÖKO-013)
- Grünstempel® - Ökoprüfstelle e. V. (DE-ÖKO-021)
- Kontrollgesellschaft ökologischer Landbau mbH (DE-ÖKO-022)
- Fachgesellschaft für ÖKO-Kontrolle mbH (DE-ÖKO-034)
- ÖKOP Zertifizierungs GmbH (DE-ÖKO-037)
- GfRS Gesellschaft für Ressourcenschutz mbH (DE-ÖKO-039)[3]
- ARS PROBATA GmbH (DE-ÖKO-044)
- QAL Gesellschaft für Qualitätssicherung in der Agrar- und Lebensmittelwirtschaft GmbH (DE-ÖKO-060)
- ABCG  (Agrar-Beratungs- und Controll GmbH) (DE-ÖKO-064)
- Control Union Certifications Germany GmbH (DE-ÖKO-070)
- GSCI Services GmbH (DE-ÖKO-072)

## Kontrolle der Betriebe und Unternehmen
Öko-Produkte müssen genau wie konventionelle Erzeugnisse die Vorschriften des Lebensmittel- und Futtermittelrechts erfüllen. Die EU-Öko-Verordnung (VO (EG) Nr. 834/2007) sieht ein Kontrollsystem und -verfahren vor, das über diese Anforderungen hinausgeht und zum Ziel hat, die Authentizität von Öko-Produkten zu schützen. Die EU-Mitgliedstaaten können entscheiden, ob dieses Kontrollverfahren ausschließlich behördlich (Beispiel: Dänemark, Estland, Finnland) oder durch Behörden, die ihrerseits Kontrollaufgaben an Öko-Kontrollstellen übertragen und diese überwachen (Beispiel: Deutschland, Frankreich, Italien, Österreich) durchgeführt wird (Artikel 27 VO (EG) Nr. 834/2007, VO (EG) 2017/625).
Die staatlich zugelassenen Öko-Kontrollstellen in Deutschland sind zuständig für die Kontrolle der Erzeugung, der Verarbeitung und des Handels von Öko-Lebens- und Futtermitteln. Sie überprüfen und überwachen die Einhaltung der EG-Öko-Verordnung vor Ort. Zwischen Betrieb und Kontrollstelle wird ein Kontrollvertrag geschlossen. Der Betrieb verpflichtet sich darin, die EG-Öko-Verordnung einzuhalten und stimmt dem Standardkontrollprogramm der Kontrollstelle zu. Landwirtschaftliche Betriebe sowie Verarbeitungs-, Handels- und Importunternehmen werden mindestens einmal jährlich – bei Bedarf auch öfter – von ihrer Öko-Kontrollstelle geprüft. Die Kontrollen werden risikoorientiert angekündigt und unangekündigt durchgeführt. Die Kosten tragen die überprüften Betriebe und Unternehmen.
Die Mindestkontrollanforderungen für landwirtschaftliche Betriebe, Aufbereiter, Lagerhalter, Händler und Einführer sind in der EG-Öko-Verordnung beschrieben. Erzeuger und Unternehmen des nachgelagerten Bereichs müssen genau angeben, auf welchen Flächen, in welchen Gebäuden und mit welchen Einrichtungen produziert wird. Die Betriebe sind verpflichtet, alle Betriebsmittel und Erzeugnisse, die in die Betriebe hineingehen, auf allen Verarbeitungsstufen genau zu erfassen und zu protokollieren. So wird die Rückverfolgung der Öko-Produkte bis zum Erzeuger sichergestellt und eine „wundersame Bio-Vermehrung“ vermieden.

## Überwachung der Kontrollstellen
Das staatliche Zulassungsverfahren für die Kontrollstellen ist detailliert in der EG-Öko-Verordnung geregelt. Die Kontrollstellen müssen durch die DAkkS akkreditiert sein. Die Zulassung erteilt die Bundesanstalt für Landwirtschaft und Ernährung (BLE); sie entscheidet auch über deren Entzug oder Beschränkung. Grundsätzlich gilt die Zulassung unabhängig vom Sitz der Kontrollstelle für das gesamte Bundesgebiet. Eine Kontrollstelle mit Sitz in Göttingen kann also auch einen Betrieb in Bayern prüfen. Die Kontrollstellen unterliegen einer Aufsicht durch die jeweils zuständige Behörde des Bundeslandes, wo die Kontrolle ihre Tätigkeit ausübt. Aufgrund der föderalen Struktur sind in Deutschland daher 16 Überwachungsbehörden für die zugelassenen Kontrollstellen zuständig. Rund 5 % der von den Öko-Kontrollstellen durchgeführten Kontrollen werden behördlich begleitet. In Niedersachsen ist beispielsweise das LAVES, in Bayern die Bayerische Landesanstalt für Landwirtschaft für den Vollzug der EG-Öko-Verordnung und die Aufsicht über die privaten Kontrollstellen verantwortlich.
Die Zulassung der BLE gilt in den Bundesländern, die Beleihungsverordnungen erlassen haben, unter der Bedingung einer entsprechenden Beleihung. Derzeit sind das Bayern, Hessen, Rheinland-Pfalz, Sachsen und Schleswig-Holstein. Eine Beleihung stärkt die rechtliche Stellung der Kontrollstellen.

## Nummernsystem
Die Kontrollstellen-Nummern auf ökologisch erzeugten Produkten sind seit dem 1. Januar 2011 in der EU nach einem einheitlichen System aufgebaut:
DE-ÖKO-099
- DE = Ländercode nach ISO 3166 für Deutschland (Länderkürzel für EU-Mitgliedsstaaten)
- ÖKO = vom Mitgliedsstaat vergebenes Wort (Italien „BIO“, Dänemark „ØKO“)
- 099 = zwei- (z. B. Frankreich, Belgien) oder dreistellige (z. B. Deutschland, Italien) Zahl zur eindeutigen Identifikation der Kontrollstelle.[7]

Jede Kontrollstelle hat eine dauerhaft zugewiesene Zahl. Die 17 derzeit in Deutschland aktiven Kontrollstellen nehmen Zahlen zwischen 001 und 070 ein, z. B. 001 für Kiwa BCS Öko-Garantie GmbH, 003 für LACON GmbH, 006 für ABCERT AG, 007 für die Prüfgesellschaft ökologischer Landbau mbH oder 039 für die Gesellschaft für Ressourcenschutz mbH.

## Kooperation
Die deutschen Kontrollstellen kooperieren miteinander, um das Kontrollverfahren für den kontinuierlich wachsenden Bio-Markt weiterzuentwickeln und den Verbraucherschutz sicherzustellen.
Gleichzeitig gibt es einen gewissen Wettbewerb, der aber mit dem starken Wachstum des Bio-Markts untergeordnete Bedeutung hat und auch durch die intensive staatliche Überwachung nicht qualitätsrelevant wird.
Einige Kontrollstellen arbeiten intensiv mit Verbänden des ökologischen Landbaus zusammen: ABCert 006 kooperiert mit Bioland, Prüfgesellschaft (bis 2018 Prüfverein) 007 und Kontrollverein 022 kooperieren mit dem Demeter-Verband in den Bereichen Verarbeitung bzw. Erzeugung. BCS 001 des „Öko-Pioniers“ Peter Grosch wurde von dem globalen Zertifizierungsdienstleister KIWA übernommen. Die Berliner Kontrollstelle Agro Öko Consult mit Schwerpunkt in den neuen Bundesländern gelangte unter dem Dach des niederländischen Konzerns Peterson Control Union (PCU). Die Kontrollstelle IMO als deutscher Ableger der Schweizer IMOswiss AG wurde 2013 von Ecocert übernommen.

## Finanzielle Stabilität, Unabhängigkeit und Objektivität
Die meisten privaten Kontrollstellen sind GmbHs. Grünstempel und die landwirtschaftliche „Demeter“-Kontrollstelle DE 022 sind eingetragene Vereine, ABCERT 006 ist eine Aktiengesellschaft.
Das Personal der Öko-Kontrollstellen wird hinsichtlich seiner Qualifikation von der BLE überprüft und zugelassen, sofern es Kontroll-; Bewertungs- und Zertifizierungsaufgaben wahrnimmt. Die Vor-Ort-Kontrollen bei Landwirten und Unternehmen des nachgelagerten Bereichs werden von Kontrolleuren wahrgenommen. Deren Qualifikation in den einzelnen Kontrollbereichen (A Landwirtschaft, B Verarbeitung, C Import, D Vergabe an Dritte, E Futtermittel) wird ebenfalls von der BLE im Rahmen eines separaten Zulassungsverfahrens für jede einzelne Person geprüft. Die Zahl der Öko-Kontrolleure wird in Deutschland auf 500 – 700 geschätzt.
In einigen Bundesländern arbeiten die Kontrollstellen schon heute als „staatlich beliehene“ Unternehmen (Bayern, Hessen, Rheinland-Pfalz, Sachsen, Schleswig-Holstein). Mit der revidierten, am 1. Januar 2021 in Kraft tretenden neuen EU-Öko-Verordnung ist geplant, dass die Öko-Kontrollstellen in allen Bundesländern in Deutschland beliehen werden. Ihre amtliche, quasi hoheitliche Aufgabe im Bereich Lebensmittelauthentizität wird dadurch unterstrichen.

## Kontrollsystem in Österreich
Die entsprechenden Einrichtungen zur Überprüfung der als „öko“ oder „bio“ vermarkteten, mit EU-Bio-Logo gekennzeichneten Erzeugnisse auf Einhaltung der Normen der VO (EG) Nr. 834/2007 heißen in Österreich Bio-Kontrollstellen und ihre Kennung beim Siegel Bio-Kontrollnummer. Sie sind nach entsprechendem Muster aufgebaut wie AT-BIO-301, wobei die erste Ziffer das Bundesland (hier: Niederösterreich) und die letzten Ziffern die jeweilige Kontrollstelle bezeichnen.